# Le Dernier Homme
Le Dernier Homme és una pel·lícula francesa de ciència-ficció dirigida el 1967 per Charles Bitsch, estrenada el 1970.

## Sinopsi
Al tornar d'una missió, tres espeleòlegs, Jean-Claude, la seva dona Catherine i Eva, es troben els únics habitants que encara viuen a la terra. Una guerra química va provocar la mort de persones i animals. El trio s'organitza per sobreviure. Jean-Claude i Eva moren després d'entrar en contacte amb cadàvers. Catherine, embarassada, escapa de la contaminació i dona a llum un nen.

## Repartiment
- Jean-Claude Bouillon: Jean-Claude
- Corinne Brill: Catherine
- Sofia Torkelli: Eva

## Un curtmetratge inspirat en el rodatge de la pel·lícula[1]
L'ajudant de Charles Bitsch, Jean-Pierre Letellier va dirigir el 1972 Le Cabot, un curtmetratge produït i interpretat per Luc Moullet, que relata la difícil matança d'un gos durant el rodatge de Le Dernierv Homme. Le Cabot va ser, aleshores, prohibida pels censors: d'acord amb l'opinió de la Comissió de Control de Cinema, el ministre d'Afers Culturals va justificar la seva decisió indicant que la forma de violència i crueltat és susceptible de constituir un formidable estímul a les pràctiques freqüents de tortura respecte als animals. Le Cabot es va projectar al Centre Pompidou, el 23 d'abril de 2009, dins del cicle Sociologie de l'absurde dedicat a Luc Moullet.